# (16170) 2000 AS95
A (16170) 2000 AS95 a Naprendszer kisbolygóövében található aszteroida. A LINEAR projekt keretében fedezték fel 2000. január 4-én.